# 县底镇 (临汾市)
县底镇，是中华人民共和国山西省临汾市尧都区下辖的一个乡镇级行政单位。2021年5月，撤销贺家庄乡，整建制并入县底镇。

## 行政区划
县底镇下辖以下地区：
东贾村、贾墙村、杨家坟村、朱村、翟家庄村、翟村、县底村、杜村、侯村、涧头村、席村、上官村、埝下村、东里村、庞杜村、城隍村、南乔村、刘村、靳村、梁村、合里庄村、王村、许村、黄寺头村、屯斗村、道东村、李子角村和芦家庄村。